# モンテロッソ・カーラブロ
モンテロッソ・カーラブロ（イタリア語: Monterosso Calabro）は、イタリア共和国カラブリア州ヴィボ・ヴァレンツィア県にある、人口約1,700人の基礎自治体（コムーネ）。

## 地理

### 位置・広がり

#### 隣接コムーネ
隣接するコムーネは以下の通り。括弧内のCZはカタンザーロ県所属を示す。
- カピストラーノ
- マイエラート
- ポリーア
- サン・ヴィート・スッロ・イオーニオ (CZ)

## 自然・環境
アンジートラ湖は、ラムサール条約登録湿地である。モンテロッソ・カーラブロの下流（マイエラートの町域内）でアンジートラ川を堰き止めて作られた灌漑用貯水池で、この地域では唯一の淡水湿地を形作っている。イタリアのラムサール条約登録地一覧も参照。